# Небет
Небет («Госпожа») была визирем (чати) в поздний период Древнего Царства в Египте. Назначил её фараон Пиопи I из VI династии, приходившийся ей зятем. Она была первой женщиной-визирем в истории Древнего Египта; следующая была в XXVII династии полтора тысячелетия спустя.
Её мужем был мужчина благородного происхождения по имени Кхуи.
Её дочери, царицы Анхнесмерира I и Анхнесмерира II, были матерями фараонов соответственно Меренра I и Пиопи II.
Её сын Дьяу, похороненный в гробнице в Абидосе, был визирем у своих племянников. Упоминание о Небет можно найти в его гробнице.
Визирь Небет была современницей Уны Старшего.